# Eryngium serbicum
Eryngium serbicum är en flockblommig växtart som beskrevs av Panc$kic$a. Eryngium serbicum ingår i släktet martornar, och familjen flockblommiga växter. Inga underarter finns listade i Catalogue of Life.